# Спейсхэб
Спейсхэб (англ. SPACEHAB) — модули, разработанные для полётов в американских многоразовых космических кораблях Спейс шаттл. Во время семнадцати полётов к Международной космической станции служили её временным модулем. Использовались в качестве грузового модуля или экспериментальной лаборатории в космосе на орбите Земли в условиях микрогравитации. Модуль «Спейсхэб» разработан в середине 1980-х годов компанией, имевшей такое же название — «Спейсхэб» (SPACEHAB Incorporated, ныне Astrotech Corporation) по заказу НАСА. «Спейсхэб» был схож с разработанной ранее Европой для НАСА лабораторией «Спейслэб».

## Задействованные структуры
В изготовлении и обслуживании «Спейсхэб» участвовал консорциум CMDS (Consortium for Materials Development in Space) из нескольких коммерческих структур по субподряду от Spacehab Inc.:
- Модуль/Системная интеграция/Бортовое оборудование — McDonnell Douglas Aerospace Corp., Space Division, Хантсвилл, Алабама;
- Полезный груз (Universal Small Experiment Container, USEC) — Wyle Laboratories[англ.], Эль-Сегундо, Калифорния;
- Металлические детали — Kennametal, Inc., Латроб, Пенсильвания;
- Приводы — Parker-Hannifin Corp., Aerospace Hydraulics Division, Ирвайн, Калифорния;
- Электротехническая аппаратура — Automatic Switch Co., Флорэм-Парк, Нью-Джерси.

## Устройство
Модуль «Спейсхэб» представляет собой алюминиевый цилиндр. При транспортировке Модуль «Спейсхэб» помещался в грузовой отсек шаттла. Модуль стыкуется с МКС и соединяется переходным туннелем с модулем станции. Были созданы четыре модификации модулей «Спейсхэб»: грузовой одиночный модуль (Logistics Single Module, LSM), исследовательский одиночный модуль (Research Single Module, RSM), грузовой двойной модуль (Logistics Double Module, LDM) и исследовательский двойной модуль (Research Double Module, RDM). Двойные модули составлялись из двух одиночных модулей. Модуль «Спейсхэб» герметичен и оборудован отдельными от станции системами жизнеобеспечения, поэтому во время космического полёта в нём могут работать астронавты, не завися от МКС.
Большинство грузов в модуле располагались в мягкой укладке, в сумках наподобие рюкзаков различных размеров, которые крепились на внутренних стенках модуля.

## Параметры
В грузовом варианте в двойном модуле «Спейсхэб» на орбите хранится до 4536 кг полезных грузов.
Размеры двойного модуля «Спейсхэб»: длина — 6,1 м (20 футов), ширина — 4,27 м (14 футов), высота — 3,4 м (11,2 футов). Объём — 62,29 м³ (2200 кубических футов). Вес загруженного модуля — 9070 кг (20 000 фунтов), пустой модуль весит около 4536 кг (10 000 фунтов).

## Назначение
Модули «Спейсхэб» использовались как грузовые, для хранения различных полезных грузов на орбите, а также использовались экипажами космической станции МКС. Пристыковывались они и к станции «Мир», где использовались и в качестве исследовательской лаборатории, в которой астронавты провоили различные эксперименты. Стыковали их и к МКС. Модули также использовались для передачи результатов экспериментов на Землю.
Первоначально модули «Спейсхэб» были разработаны для хранения на орбите научного оборудования и проведения исследований в космосе. Астронавты использовали их для проведения различных исследований. Во время нахождения в космосе астронавты, через туннель, соединяющий модуль с модулем МКС, переходили в модуль «Спейсхэб» и проводили там различные исследования и эксперименты.

## Список полётов
Список полётов к МКС, которые проводили значимые работы в модулях «Спейсхэб»:
- «Индевор» STS-57, июнь 1993 года, исследовательский одиночный модуль
- «Дискавери» STS-60, февраль 1994 года, исследовательский одиночный модуль
- «Дискавери» STS-63, февраль 1995 года, исследовательский одиночный модуль
- «Атлантис» STS-76, март 1996 года, исследовательский одиночный модуль,
- «Индевор» STS-77, май 1996 года, грузовой одиночный модуль
- «Атлантис» STS-79, сентябрь 1996 года, грузовой двойной модуль,
- «Атлантис» STS-81, январь 1997 года, грузовой двойной модуль,
- «Атлантис» STS-84, май 1997 года, грузовой двойной модуль,
- «Атлантис» STS-86, сентябрь 1997 года, грузовой двойной модуль,
- «Индевор» STS-89, январь 1998 года, грузовой двойной модуль,
- «Дискавери» STS-91, июнь 1998 года, грузовой одиночный модуль,
- «Дискавери» STS-95, октябрь 1998 года, исследовательский одиночный модуль
- «Дискавери» STS-96, май 1999 года, грузовой двойной модуль
- «Атлантис» STS-101, май 2000 года, грузовой двойной модуль
- «Атлантис» STS-106, сентябрь 2000 года, грузовой двойной модуль
- «Колумбия» STS-107, январь 2003 года, исследовательский двойной модуль
- «Дискавери» STS-116, декабрь 2006 года, грузовой одиночный модуль